# Säulen der Schöpfung

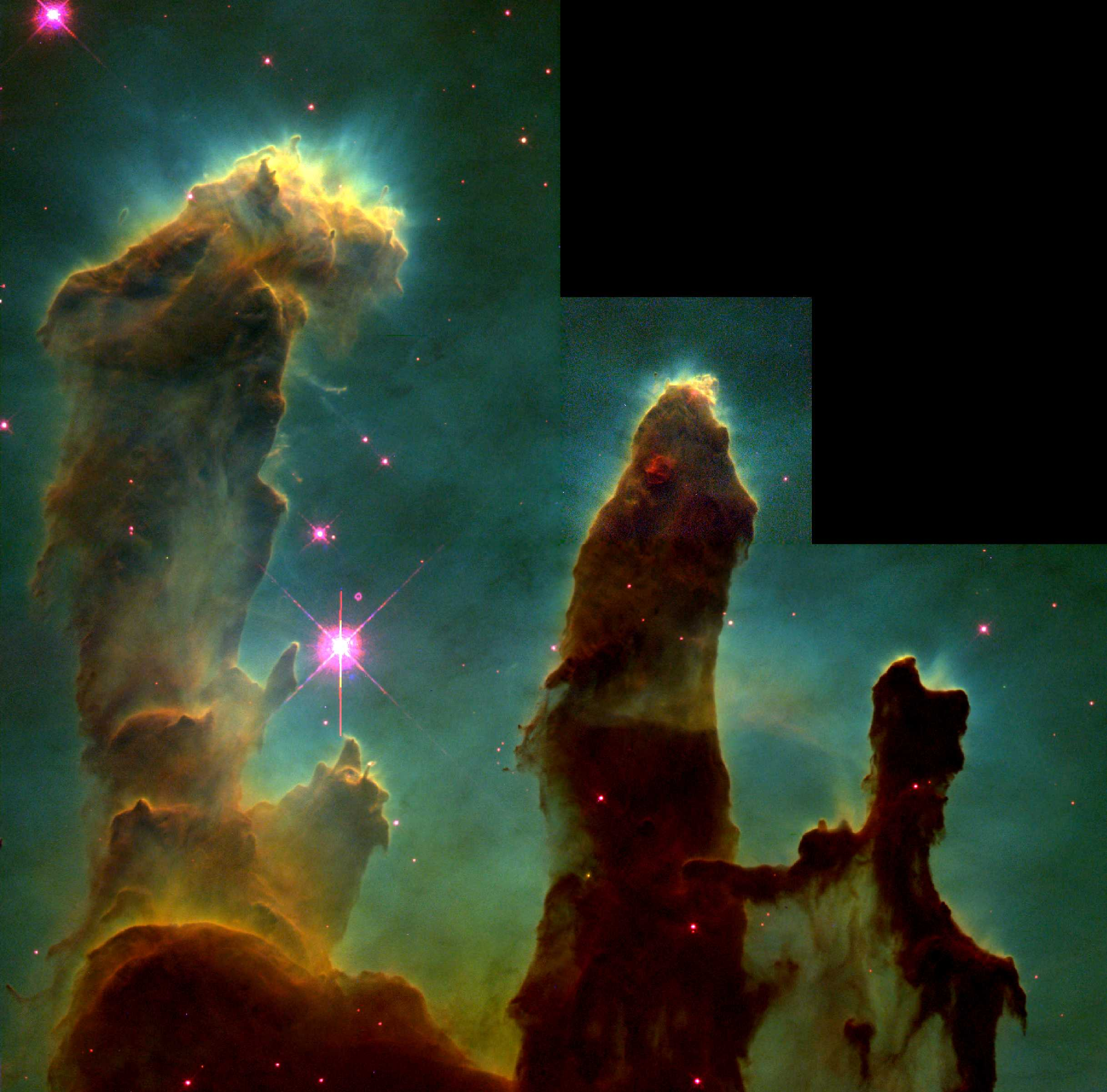
Die Säulen der Schöpfung im Adlernebel (Falschfarbendarstellung).

Säulen der Schöpfung ist der Name einer Formation, die mit dem Hubble-Weltraumteleskop im etwa 7000 Lichtjahre entfernten Adlernebel fotografiert wurde. Das Bild wurde am 1. April 1995 aufgenommen, die verantwortlichen Astronomen waren Jeff Hester und Paul Scowen von der Arizona State University.

## Informationen zum Bild
Das Gesamtbild wurde aus insgesamt 32 Einzelaufnahmen zusammengesetzt, die von vier separaten Kameras des Hubble-Teleskops aufgenommen wurden. Die Falschfarben auf dem Bild basieren auf der molekularen Zusammensetzung der Strukturen; so ist etwa Wasserstoff grün dargestellt, (einwertiger) Schwefel rot und (zweiwertiger) Sauerstoff blau.
In der oberen rechten Ecke des Bildes fehlt ein Stück der Aufnahme. Der Grund dafür ist, dass eine der vier Aufnahmekameras in einer anderen Auflösungsstufe als die übrigen drei arbeitete, um in ihrem Bildbereich kleinere Details sichtbar zu machen. Die zum Bildausschnitt gehörenden Aufnahmen von dieser Kamera wurden skaliert, um zu den übrigen Bildern zu passen.

## Entstehung neuer Sterne
Die Säulen erstrecken sich vier Lichtjahre in den Weltraum und bestehen aus interstellarer Materie. Sie erodieren langsam durch Photoevaporation, dadurch werden an ihren Spitzen aus molekularem Wasserstoff und Staub bestehende Blasen (englisch: evaporating gas globule) freigelegt, in denen sich Protosterne bilden.

## Mögliche Zerstörung
Eine Forschergruppe um Nicolas Flagey vom Institut d’Astrophysique Spatiale in Orsay bei Paris machte im Jahr 2007 mit dem Spitzer-Weltraumteleskop Infrarotaufnahmen von den Säulen der Schöpfung. Dabei wurde in der Region eine Wolke aus heißem Gas und Staub beobachtet, deren Ursache eine Supernova vor etwa 6000 Jahren gewesen sein könnte. Die Schockwelle dieser Supernova hat die Säulen der Schöpfung möglicherweise bereits zerstört, aufgrund der Entfernung von 7000 Lichtjahren wäre die Zerstörung jedoch erst in etwa 1000 Jahren auf der Erde zu sehen.
Der Astrophysiker Stephen Reynolds von der North Carolina State University bezweifelt diese Interpretation. Laut Reynolds sollte bei einer Supernova eine wesentlich stärkere Abstrahlung von Radiowellen und Röntgenstrahlen beobachtet werden. In einem Interview mit New Scientist deutet Reynolds als alternative Erklärung eine Aufheizung des Staubes durch den Sternwind massiver Sterne an, die eine wesentlich langsamere Erosion der Formation bewirken würde.

## Herschel-Weltraumteleskop
2011 wurden die Säulen der Schöpfung durch das Herschel-Weltraumteleskop erneut beobachtet, allerdings nur im fernen Infrarotbereich. Diese Aufnahmen führten zu einem wesentlich tiefergehenden Verständnis der Vorgänge im Adlernebel.

## Erneute Beobachtungen
Anlässlich des 25. Geburtstags des Hubble-Teleskops veröffentlichten Astronomen im Januar 2015 ein wesentlich höher aufgelöstes Bild der Säulen der Schöpfung. Es wurde abermals vom Hubble-Teleskop, das zwischenzeitlich mit einer verbesserten Optik ausgestattet wurde, im sichtbaren und im kurzwelligen infraroten Bereich aufgenommen.
Auch das JWST beobachtete im Jahr 2022 den Himmelsbereich der Säulen der Schöpfung.

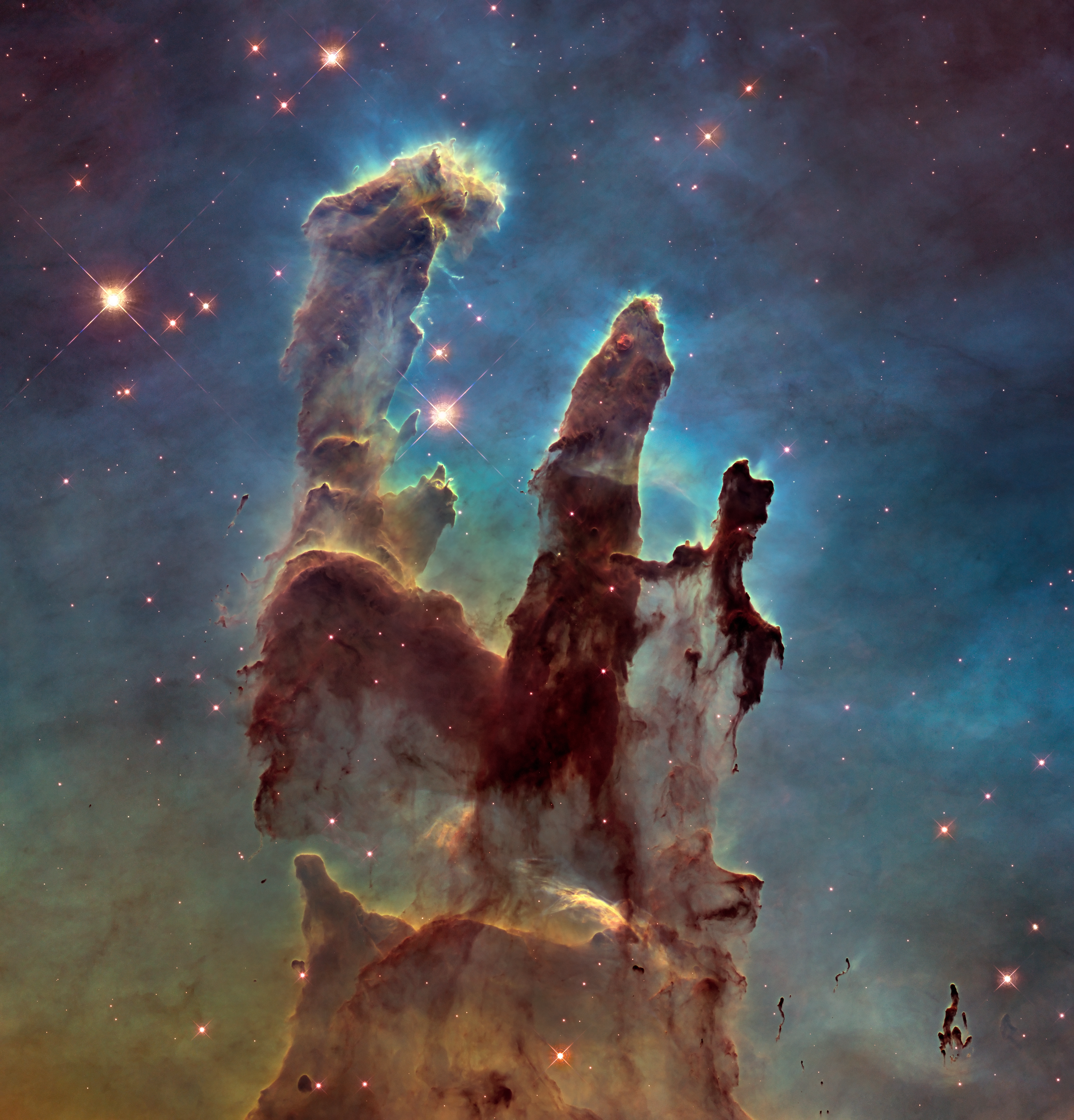
Hochaufgelöste Aufnahme, die 2014 mit der zwischenzeitlich im Hubble-Weltraumteleskop installierten Kamera WFC3 in Anlehnung an das Original von 1995 gemacht wurde
Aufnahme des JWST (2022)
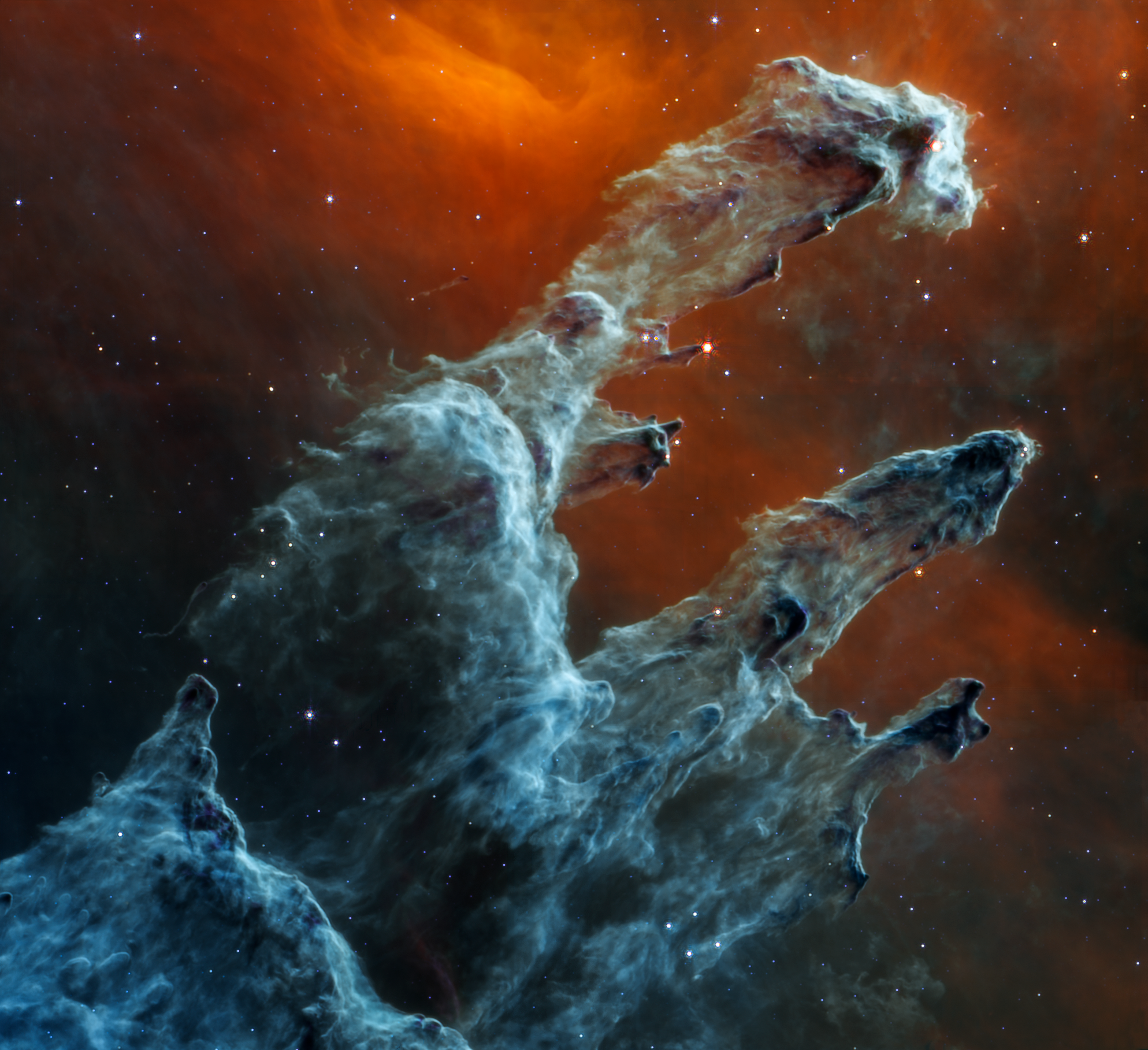
Aufnahme mithilfe des Mid Infrared Instrument des James-Webb-Weltraumteleskops

## Namensgebung
Der Name beschreibt einerseits die säulenförmige Struktur und bezieht sich andererseits auf die Entstehung von Sternen innerhalb der Formation.